# Plongeurs International
Le magazine Plongeurs International était une revue de plongée sous-marine française. Elle présente, avec de nombreuses illustrations, les destinations plongée, les différents matériels, etc.
Elle est disponible en kiosque et par abonnement.